# Nizamabad (distrikt)
Nizamabad District är ett distrikt i Indien.   Det ligger i delstaten Telangana, i den centrala delen av landet, 1 100 km söder om huvudstaden New Delhi. Antalet invånare är 2 551 335. Arean är 8,0 kvadratkilometer. Nizamabad District gränsar till Nanded och Karīmnagar.
Terrängen i Nizamabad District är platt.
Följande samhällen finns i Nizamabad District:
- Nizāmābād
- Bodhan
- Kāmāreddi
- Birkūr
- Bānswāda
- Mortād
- Bālkonda